# Simon Abkarian
Simon Abkarian (n. en Gonesse, Val d'Oise, el 5 de marzo de 1962) es un actor francés de ascendencia armenia.

## Carrera
Ha aparecido en cerca de treinta películas, incluyendo Ararat y Yes. En el 2006 interpretó a Alex Dimitrios, uno de los antagonistas en 007: Casino Royale.

## Filmografía
- Ararat (2002), como Arshile Gorky
- The Truth About Charlie (2002), como el teniente Dessalines
- Aram (2002), como Aram
- Yes (2004), como He
- Ve'Lakhta Lehe Isha (2004), como Eliahou
- Le Voyage en Arménie (2006), como Sarkis Arabian
- Casino Royale (2006), como Alex Dimitrios
- Persepolis (2007), como Mr. Satrapi, el padre de Marjane (voz)
- Rendition (2007), como Said Abdel Aziz
- Spooks (2007), como Dariush Bakhshi
- Rage (2009), como Merlin
- El ejército del crimen (2009), de Robert Guédiguian
- Turk's Head (2010)
- Kaboul Kitchen (2012), como el coronel Amanullah
- Zarafa (2012), como Hassan (voz)
- Gett: Le procès de Viviane Amsalem (2014)
- Overdrive (2017) como Jacomo Morier

## Premios&Nominaciones
| Año  | Categoría  | Premio                                          | Película            | Resultado |
| ---- | ---------- | ----------------------------------------------- | ------------------- | --------- |
| 2005 | Best Actor | Mons International Festival of Love Films Award | Ve'Lakhta Lehe Isha | Ganó      |
| 2004 | Best Actor | Thessaloniki Film Festival Award                | Ve'Lakhta Lehe Isha | Ganó      |